# Crímenes de guerra en la invasión rusa de Ucrania (2022-presente)

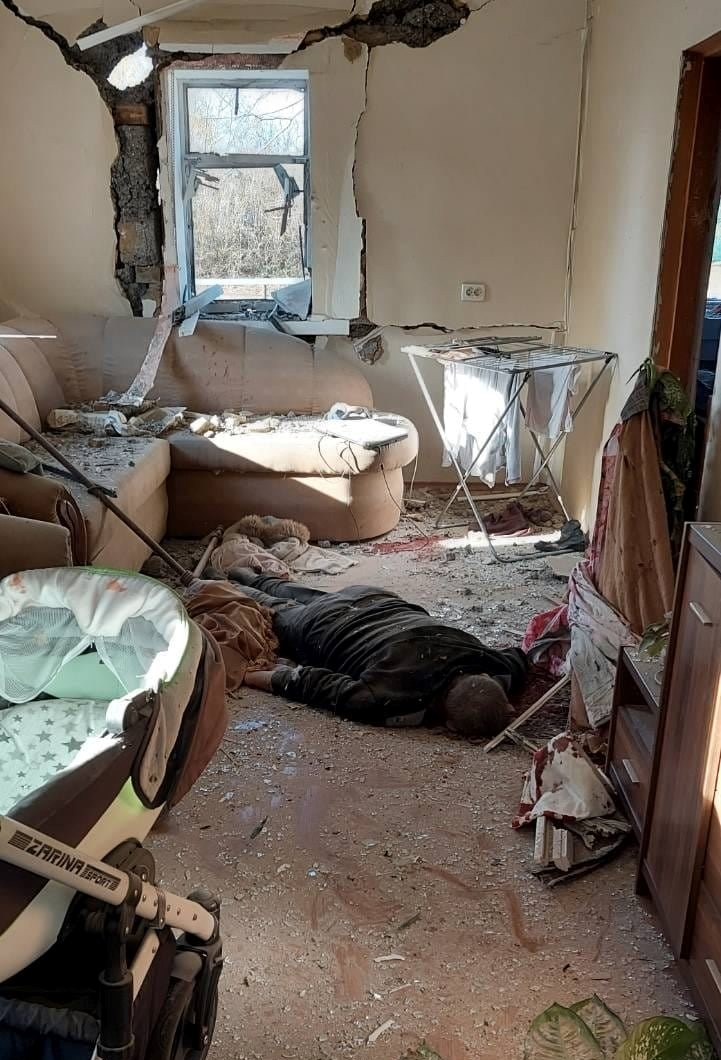
Civil ucraniano asesinado durante el bombardeo ruso de Chernígov.

Los crímenes de guerra en la invasión rusa de Ucrania iniciada en 2022 son las acciones que constituyen una violación de las protecciones establecidas por las leyes y las costumbres de la guerra, integradas por las infracciones graves del Derecho Internacional Humanitario cometidas en este conflicto armado (parte de la guerra ruso-ucraniana) y por las violaciones del Derecho Internacional. El término se define en gran medida en el Derecho internacional, incluyendo la convención de Ginebra. Los malos tratos a prisioneros de guerra, civiles y los genocidios son considerados crímenes de guerra.
La invasión de Ucrania viola la Carta de las Naciones Unidas y constituye un crimen de agresión según el derecho penal internacional; el crimen de agresión puede ser perseguido bajo la jurisdicción universal. La invasión también viola el Estatuto de Roma, que prohíbe «la invasión o ataque por parte de las fuerzas armadas de un Estado del territorio de otro Estado, o cualquier ocupación militar, aunque sea temporal, como resultado de tal invasión o ataque, o cualquier anexión por el uso de la fuerza del territorio de otro Estado o parte del mismo»; sin embargo, Ucrania no ha ratificado el Estatuto de Roma y Rusia retiró su firma en 2016.
Se han producido numerosos ataques indiscriminados en áreas civiles por parte de las Fuerzas rusas durante la invasión, que pueden constituir crímenes de guerra. El 25 de febrero de 2022, Amnistía Internacional dijo que había encontrado pruebas irrefutables de que Rusia había violado el derecho internacional humanitario y que algunos de sus ataques podrían constituir crímenes de guerra; también dijo que las afirmaciones rusas de que solo usaban armas guiadas de precisión eran falsas. Amnistía y Human Rights Watch dijeron que las fuerzas rusas habían llevado a cabo ataques indiscriminados en áreas civiles y ataques a hospitales, incluido el lanzamiento de un misil balístico 9M79 Tochka con una ojiva de bombas de racimo hacia un hospital en Vuhledar, que mató a cuatro civiles e hirió a otros diez, incluidos seis miembros del personal sanitario.
El ministro de Relaciones Exteriores de Ucrania, Dmitró Kuleba, pidió a la Corte Penal Internacional que investigue el ataque ruso del 26 de febrero de 2022 en la ciudad de Ojtirka, en el que habían sido atacados un jardín de infantes y un orfanato. Al día siguiente, Ucrania presentó una demanda contra la Federación Rusa ante la Corte Internacional de Justicia, acusando a Rusia de violar la Convención sobre Genocidio de 1948.
El 2 de marzo de 2022, tras la solicitud de 39 países (Albania, Australia, Austria, Bélgica, Bulgaria, Canadá, Colombia, Costa Rica, Croacia, Chipre, República Checa, Dinamarca, Estonia, Finlandia, Francia, Georgia, Alemania, Grecia, Hungría, Islandia, Irlanda, Italia, Letonia, Principado de Liechtenstein, Lituania, Luxemburgo, Malta, Nueva Zelanda, Noruega, Países Bajos, Polonia, Portugal, Rumania, República Eslovaca, Eslovenia, España, Suecia, Suiza, Reino Unido de Gran Bretaña e Irlanda del Norte), la Corte Penal Internacional (CPI) anunció que investigaría la invasión rusa a Ucrania, "abarcando cualquier denuncia pasada y presente de crímenes de guerra, crímenes de lesa humanidad o genocidio cometidos en cualquier parte del territorio de Ucrania por parte de cualquier persona”.
En marzo de 2023, la CPI emitió órdenes internacionales de arrestos contra Vladímir Putin y María Lvova-Belova por acusaciones de participación en el crimen de guerra de secuestro de niños durante la invasión de Ucrania.

## Secuestro y deportación

### Secuestro de menores
Durante la invasión rusa de Ucrania, Rusia transfirió por la fuerza a miles de niños ucranianos a áreas bajo su control, les asignó la ciudadanía rusa, los adoptó por la fuerza en familias rusas y creó obstáculos para su reunificación con sus padres y su patria. Se han recopilado pruebas de ello durante investigaciones realizadas por varias organizaciones y grupos internacionales, incluida la Oficina del Alto Comisionado de las Naciones Unidas para los Derechos Humanos, la Corte Penal Internacional, Amnistía Internacional y Missing Children Europe, y por periodistas de medios de comunicación como The Observer y Al Jazeera. Naciones Unidas ha declarado que estas deportaciones constituyen crímenes de guerra. La Corte Penal Internacional (CPI) ha emitido órdenes de arresto contra el presidente Vladímir Putin (quien ha apoyado explícitamente las adopciones forzadas, incluso mediante la promulgación de leyes para facilitarlas) y la comisionada de Derechos del Niño, Maria Lvova-Belova, por su presunta participación.  Según el derecho internacional, incluida la Convención sobre el Genocidio de 1948, tales actos constituyen genocidio si se realizan con la intención de destruir, total o parcialmente, una nación o un grupo étnico.
El estado ruso ha secuestrado a niños ucranianos después de que sus padres fueran arrestados por las autoridades de ocupación rusas o asesinados en la invasión, o después de separarse de sus padres en una zona de guerra activa. También se ha secuestrado a niños de las instituciones estatales ucranianas en las zonas ocupadas ya través de "campamentos de verano" para niños en territorio ruso.  Los niños secuestrados han sido objeto de rusificación;  criar hijos de la guerra en una nación y cultura extranjeras puede constituir un acto de genocidio si se pretende borrar su identidad nacional.

### Campos de filtración de ucranianos
Los campos de filtración de ucranianos son centros de registro e interrogatorio —ocasionalmente también de confinamiento temporal— creados por Rusia tras su invasión de Ucrania en febrero de 2022. En las semanas siguientes hubo informes que afirmaron que las fuerzas armadas de Rusia utilizaban campos de filtración en los territorios bajos su control militar en Ucrania e incluso en el territorio mismo de la Federación Rusa.
Un mes luego del inicio del conflicto la vice primera ministra ucraniana Iryna Vereshchuk dijo que 40 000 personas habían sido trasladadas de Ucrania a territorios controlados por Rusia sin coordinación con Kiev. Paralelamente más de 400 000 ucranianos habían sido «desplazados por la fuerza a Rusia», según la defensora de los derechos humanos de Ucrania, Lyudmyla Denisova. Otros funcionarios ucranianos compararon las acciones con los campos de filtración en el conflicto checheno. También dijeron que el FSB "trabaja" con ucranianos en campos de filtración en Krasnodar y Taganrog a quienes se les ofrecen trabajos en Sajalín, al extremo este de Rusia. En noviembre de 2024, el Centro de Investigación Bielorruso, el proyecto Skhemy y Radio Liberty publicaron una investigación conjunta sobre un campo de filtración para ucranianos que existía en 2022 en Naroulia (Óblast de Gómel) de Bielorrusia.
Por su parte, Mijaíl Mízintsev, jefe del Centro de Gestión de la Defensa Nacional de la Federación de Rusia conocido como el «carnicero de Mariúpol», dijo el 8 de mayo de 2022 que 1 185 791 personas han sido trasladadas a Rusia. Sin embargo, el gobierno ruso negó estar sacando a la fuerza a los ucranianos a Rusia y llamó a las deportaciones "evacuación".

## Ataques a civiles
Durante la invasión rusa de Ucrania, las autoridades y fuerzas armadas rusas han cometido crímenes de guerra al llevar a cabo ataques deliberados contra objetivos civiles y ataques indiscriminados en áreas densamente pobladas.  El ejército ruso expuso a la población civil a daños innecesarios y desproporcionados mediante el uso de bombas de racimo y disparando otras armas explosivas con efectos de área amplia como bombas, misiles, proyectiles de artillería pesada y cohetes de lanzamiento múltiple.  A principios de julio de 2023, los ataques habían provocado la muerte documentada de entre 9200 y 16 500 civiles.
El 5 de julio de 2022, la Oficina del Alto Comisionado de las Naciones Unidas para los Derechos Humanos (ACNUDH), Michelle Bachelet, informó que la mayoría de las bajas civiles documentadas por su oficina habían sido causadas por el uso repetido de armas explosivas por parte del ejército ruso en áreas pobladas. Bachelet dijo que el alto número de víctimas civiles por el uso de armas y tácticas tan indiscriminadas se había vuelto "indiscutible".  Desde el 24 de febrero de 2022 hasta el 30 de junio de 2023, la ACNUDH evaluó que el 90,5 % de todas las muertes de civiles fueron causadas por armas explosivas con efectos de área amplia, y que el 84,2 % de ellas se registraron en el territorio controlado por Ucrania. El País estimó que en marzo de 2023 las fuerzas rusas disparaban a un ritmo de entre 600.000 y 1,8 millones de proyectiles al mes.

### Bucha
La masacre de Bucha fue un asesinato de civiles en la ciudad ucraniana de Bucha por parte de las Fuerzas Armadas Rusas, que participaron en la invasión rusa de Ucrania de 2022 y mantuvieron control de la ciudad entre el 27 de febrero y el 31 de marzo de dicho año. Según diversas fuentes ucranianas y occidentales, durante la ocupación rusa del suburbio de Kiev, para el 19 de abril al menos 420 civiles fueron asesinados, algunos de sus cuerpos yacían en las calles.
La masacre fue descubierta y hecha pública tras la retirada de la región de las tropas rusas y tras la llegada de militares ucranianos que habrían limpiado la zona de saboteadores y colaboracionistas rusos. La evidencia fotográfica mostró que los cadáveres de civiles, con las manos atadas a la espalda, habían sido asesinados a quemarropa, lo que aparentemente daba prueba de que se habían llevado a cabo ejecuciones sumarias, que provocaron una fuerte reacción internacional. Las autopsias realizadas posteriormente revelaron, sin embargo, que decenas de víctimas murieron a causa de dardos usados en metralla de artillería.
Ucrania y sus aliados atribuyeron la autoría de los hechos a la 64.ª Brigada de Fusileros Motorizada, comandada por el teniente coronel Azatbek Omurbekov, y acusaron a Rusia de masacres deliberadas. Testigos presenciales culparon a las Fuerzas Armadas de Rusia de los asesinatos. El Gobierno de Ucrania denunció que se trataba de una de las mayores masacres cometidas en Europa desde la Segunda Guerra Mundial.
El gobierno ruso negó cualquier participación de sus soldados en lo ocurrido, acusó al gobierno ucraniano de magnificar los hechos,y solicitó la reunión del Consejo de Seguridad de las Naciones Unidas para debatir lo ocurrido.
Dichas declaraciones de las autoridades rusas fueron consideradas falsas por múltiples organizaciones y medios de comunicación occidentales como Bellingcat, Deutsche Welle, la BBC, Associated Press, Agence France-Presse, y The New York Times. Por su parte, una investigación de Amnistía Internacional documentó 22 casos de ejecuciones extrajudiciales en Bucha por parte de los rusos.

### Bombardeo de un convoy civil en Kúpiansk
El bombardeo de un convoy civil en Kúpiansk fue un ataque perpetrado por las Fuerzas Armadas de Rusia contra automóviles civiles ocurrido el 25 de septiembre de 2022 en la carretera Kurylivka-Pishchane cerca de Kúpiansk. El ataque mato a 26 personas y se desarrolló durante la contraofensiva ucraniana de Járkov.

## Destrucción o apropiación ilegal y gratuita de bienes

### Infraestructura energética
Los ataques rusos contra infraestructuras ucranianas son oleadas de ataques con misiles y drones contra infraestructuras energéticas de Ucrania, como parte de su invasión de la invasión rusa de Ucrania de 2022. Estos ataques tuvieron como objetivos las áreas civiles más allá del campo de batalla, concentrándose particularmente en las infraestructuras críticas, lo que se considera un crimen de guerra. 
Unos de los ataques más notables fueron entre los días 10-12, 21-22 y 31 de octubre de 2022. El 10 de octubre de 2022, Rusia atacó la red eléctrica de toda Ucrania, incluida Kiev, con una oleada de 84 misiles de crucero y 24 drones suicidas . Los objetivos eran en su mayoría áreas civiles e infraestructura energética crítica, con explosiones reportadas en docenas de ciudades, incluida Kiev, donde no se había producido ningún ataque ocurrido desde junio de 2022. El 15 de noviembre de 2022 comenzaron nuevas oleadas de ataques con misiles. A fines de noviembre de 2022, el primer ministro ucraniano Denys Shmyhal declaró que casi la mitad de los sistemas de energía del país habían sido destruidos, dejando a millones de ucranianos sin energía. A mediados de diciembre, Rusia había disparado más de 1.000 misiles y drones contra la red energética de Ucrania.
Según la Dirección General de Inteligencia de Ucrania, las tropas rusas recibieron órdenes del Gobierno ruso de prepararse para ataques masivos con misiles contra la infraestructura civil ucraniana los días 2 y 3 de octubre.
Los ataques metódicos a centrales eléctricas y nodos eléctricos impusieron grandes costos económicos y prácticos en Ucrania.

### Plantas de energía nuclear
Durante la invasión rusa de Ucrania de 2022, la central nuclear de Zaporiyia se ha convertido en el centro de una crisis de seguridad nuclear en curso, descrita por Ucrania como un acto de terrorismo nuclear por parte de Rusia.
La planta, que es la más grande de su tipo en Europa, ha sufrido la destrucción de su infraestructura a través de bombardeos y daños en sus líneas eléctricas, lo que representa lo que las autoridades ucranianas llaman la situación más grande de su tipo en la historia. Un desastre potencial puede superar la escala de los desastres anteriores en las centrales nucleares.
Según un informe del Organismo Internacional de Energía Atómica (OIEA), «La situación en Ucrania no tiene precedentes. Es la primera vez que ocurre un conflicto militar en medio de las instalaciones de un gran programa de energía nuclear establecido. El experto en seguridad nuclear Attila Aszódi dijo que un evento similar en tipo y escala al desastre de Chernobyl no es técnica y físicamente posible en la planta de Zaporiyia, mientras pidió medidas urgentes para garantizar la seguridad de la planta.

## Tortura de civiles
Dementiy Bilyi, jefe del departamento regional de Jersón del Comité de Votantes de Ucrania, afirmó que las fuerzas de seguridad rusas estaban "golpeando, torturando y secuestrando" a civiles en la óblast de Jersón. Agregó que testigos oculares habían descrito "docenas" de allanamientos y detenciones arbitrarias, que resultaron en una cantidad desconocida de personas secuestradas. Al menos 400 residentes habían desaparecido el 16 de marzo, y el alcalde y el vicealcalde de la ciudad de Skadovsk fueron presuntamente secuestrados por hombres armados. Una carta presuntamente filtrada describía los planes rusos para desatar un "gran terror" para reprimir las protestas proucranianas que ocurren en Jersón, afirmando que las personas "tendrían que ser sacadas de sus hogares en medio de la noche".
Los ucranianos que han escapado de Jersón ocupado al territorio controlado por Ucrania han proporcionado testimonios de tortura, abuso y secuestro por parte de las fuerzas rusas en la región. Una persona, de Bilozerka, proporcionó evidencia física de haber sido torturada por rusos y describió palizas, electrocuciones, simulacros de ejecución, estrangulamientos, amenazas de muerte a familiares y otras formas de tortura.
Una investigación de BBC News reunió pruebas de tortura, que además de palizas también incluyeron electrocución y quemaduras en manos y pies. Un médico que trató a víctimas de tortura en la región informó: "Algunos de los peores fueron marcas de quemaduras en los genitales, una herida de bala en la cabeza de una niña que fue violada y quemaduras con una plancha en la espalda y el estómago de un paciente. El paciente dijo me conectaron dos cables de una batería de automóvil a su ingle y le dijeron que se parara sobre un trapo mojado". Además de la BBC, Human Rights Watch y la Misión de Monitoreo de Derechos Humanos de las Naciones Unidas en Ucrania han informado sobre torturas y desapariciones llevadas a cabo por las fuerzas de ocupación rusas en la región. Un residente declaró: "En Jersón, ahora la gente desaparece todo el tiempo (...) hay una guerra, solo que esta parte está sin bombas".
El alcalde ucraniano electo de Jersón compiló una lista de más de 300 personas que habían sido secuestradas por las fuerzas rusas hasta el 15 de mayo de 2022. Según The Times, en el edificio que alberga a las autoridades de ocupación rusas, los gritos de los torturados se pueden escuchar con frecuencia en todo el lugar.

## Los civiles como escudos humanos
Tanto el ejército ruso como el ucraniano han sido acusados de violar el derecho internacional humanitario al ubicar objetivos militares dentro de áreas densamente pobladas sin trasladar a los civiles a áreas más seguras. El derecho internacional humanitario exige que todas las partes en conflicto eviten, en la medida de lo posible, "ubicar objetivos militares dentro o cerca de zonas densamente pobladas" y les obliga a "retirar a las personas y bienes civiles bajo su control de las inmediaciones de los objetivos militares ". A diferencia del uso de escudos humanos, estas tácticas de combate no implican utilizar la presencia de civiles para hacer que ciertas áreas sean inmunes a las operaciones militares.
El 29 de junio, la Oficina del Alto Comisionado de las Naciones Unidas para los Derechos Humanos expresó su preocupación por la toma de posiciones de las fuerzas armadas rusas y ucranianas cerca de bienes civiles sin tomar medidas para proteger a los civiles. La agencia de derechos humanos también había recibido informes sobre el uso de escudos humanos. El ACNUDH documentó las consecuencias de estas tácticas de lucha en el caso de una residencia de ancianos en Stara Krasnianka, donde el ejército ucraniano había establecido una posición de tiro sin evacuar primero a los residentes, y en el caso de una escuela en Yahidne, donde 360 residentes, incluidos 74 niños. fueron mantenidos cautivos por las fuerzas rusas durante casi un mes. Preocupaciones similares también fueron planteadas por un informe publicado el 20 de julio por la Organización para la Seguridad y la Cooperación en Europa y por Human Rights Watch el 21 de julio.
El 4 de agosto, Amnistía Internacional informó de que había encontrado pruebas de que las fuerzas ucranianas habían puesto repetidamente en peligro a la población civil al establecer bases y posiciones de fuego en zonas residenciales pobladas, incluidas escuelas y hospitales; algunas áreas estaban a kilómetros de distancia de las líneas del frente y, según Amnistía Internacional, el ejército ucraniano disponía de ubicaciones alternativas. Entre abril y julio, los investigadores de Amnistía Internacional encontraron pruebas de que se habían colocado objetivos militares ucranianos en zonas residenciales de 19 ciudades y pueblos de las regiones de Járkov, Donbas y Mykolaiv. La secretaria general de Amnistía Internacional, Agnès Callamard, afirmó que había "un patrón de fuerzas ucranianas que ponen en peligro a los civiles y violan las leyes de la guerra cuando operan en áreas pobladas". El informe de Amnistía provocó una gran indignación en Ucrania y Occidente y Oksana Pokalchuk, directora de Amnistía Internacional en Ucrania, renunció a su cargo y abandonó la organización en protesta por la publicación del informe. El informe de Amnistía fue criticado por expertos militares y legales como John Spencer, especialista en estudios de guerra urbana, quien afirmó que no tenía sentido aconsejar a las fuerzas ucranianas que no estuvieran en áreas urbanas, ya que las circunstancias de la guerra lo requerían. El investigador de crímenes de guerra de las Naciones Unidas, Marc Garlasco, afirmó que el informe de Amnistía se equivocó en la ley y también que Ucrania estaba haciendo esfuerzos para proteger a los civiles, incluida la ayuda para reubicarse.

## Maltrato a prisioneros de guerra
Varias entrevistas de soldados rusos tomados prisioneros han circulado en las redes sociales, a menudo aparentemente filmadas bajo cierto grado de coacción y utilizadas con fines de propaganda ucraniana. Estos videos han planteado preocupaciones sobre posibles violaciones de los Convenios de Ginebra, en particular el artículo 13 del Tercer Convenio de Ginebra, que establece que los presos de guerra deben ser protegidos "contra los insultos y la curiosidad pública". El 7 de marzo, Amnistía Internacional emitió una declaración en la que decía que "es esencial que todas las partes en el conflicto respeten plenamente los derechos de los prisioneros de guerra", y decía que los prisioneros de guerra filmados y sus familias podrían ser puestos en riesgo de represalias tras la repatriación a Rusia.
Durante la invasión rusa de Ucrania se han difundido diversos videos en canales de Telegram donde se ven a diversos soldados rusos mutilando y castrando soldados ucranianos. Entre los cuales resalta el video de la tortura y castración de un soldado ucraniano en Pryvillia, en el Óblast de Lugansk, donde se puede ver como el soldado ruso Ochur-Suge Mongush se le ve castrando a un soldado ucraniano vivo con un cuchillo.
Otro caso se popularizó el 12 de abril de 2023, donde se ve a un soldado ucraniano siendo decapitado vivo, por un soldado ruso.

## Genocidio
Las acusaciones de genocidio en el Dombás por parte de Rusia son una serie de acusaciones contra el Gobierno ucraniano sobre supuestas acciones genocidas contra la población prorrusa del país, siendo esta una de las razones argüidas para justificar la invasión a Ucrania en 2022.
En la Corte Internacional de Justicia (CIJ), Ucrania presentó una demanda contra Rusia por tales acusaciones, sobre las que los tribunales no hallaron evidencias que sustenten las acusaciones rusas. Acto seguido, instaron al Gobierno del Kremlin a «suspender de inmediato las acciones militares» contra el país vecino.
Ucrania presentó el argumento, contrariamente a las acusaciones de Rusia, de que no existe un genocidio en las regiones de Lugansk y Donetsk, al este del país. Rusia reconoció la independencia de la República Popular de Lugansk y la República Popular de Donetsk sobre la base de las acusaciones de genocidio, y posteriormente invocó las mismas acusaciones para comenzar una «operación militar especial» en el país. Ucrania presentó una solicitud ante la Corte Internacional de Justicia buscando que esta determinara que Rusia no tiene base legal para «tomar medidas en y contra Ucrania con el fin de prevenir y castigar cualquier supuesto genocidio». El 16 de marzo de 2022, la Corte dictaminó que Rusia debía «suspender inmediatamente las operaciones militares» en Ucrania.
Ucrania también acusó a Rusia de planear «actos de genocidio en Ucrania» y aseguró que las Fuerzas Armadas de Rusia "mataron e hirieron gravemente intencionalmente a miembros de nacionalidad ucraniana", de conformidad con el artículo II de la Convención para la Prevención y la Sanción del Delito de Genocidio.

## Acusaciones de Rusia
Rusia y Estados Unidos se acusaron mutuamente de posesión y potencial uso de armas biológicas en Ucrania. Rusia acusó al gobierno estadounidense de financiar investigaciones para el desarrollo de armas biológicas en Ucrania con el propósito de "establecer un mecanismo para la propagación sigilosa de patógenos mortales" además de crear laboratorios a lo largo de la frontera de Rusia con los países postsoviéticos. El New York Times desestimó estas declaraciones como una teoría de la conspiración. La secretaria de prensa de la Casa Blanca, Jen Psaki, acusó al gobierno ruso de intentar organizar una "operación de bandera falsa". Por otra parte, Victoria Nuland admitió la existencia de "instalaciones de investigación biológica" y que estaban "preocupados por la posibilidad de que las fuerzas rusas intenten tomar el control de ellas". Rusia llevó ante el Consejo de Seguridad de la ONU su denuncia sobre "actividades militares biológicas de Estados Unidos en el territorio de Ucrania". Los representantes de Estados Unidos y aliados respondieron que el embajador ruso estaba difundiendo "propaganda, desinformación" y acusaciones sin sentido en el órgano de la ONU. Las Naciones Unidas han declarado que no conocen de ningún programa de armas biológicas en Ucrania.